# Célia Coppi
Célia Janete da Costa Coppi (Iretama, 17 de abril de 1980)  é uma handebolista brasileira.
Integrou a seleção brasileira que conquistou a medalha de ouro nos Jogos Pan-Americanos de 2015.